# الضربة الصاعقة
الضربة الصاعقة (باليابانية:あしたへフリーキック) هو مسلسل رسوم متحركة ياباني يتكون من 52 حلقة بدأ عرضه في 14 أبريل 1992 واستمر حتى 29 سبتمبر 1992.

## الممثلين
| الأصلية : - كايو فالكون : تاكيشي كوساو. - روبرتو بازيتيني : نوزومو ساساكي. - ميزوهو توهرو : يوري أمانو. - موري موريتا : أي أوريكاسا. - تاتشيبانا : ياسونوري ماتسموتو. - ايلينا لولو بريجيتا : كوميكو نيشيهارا. - كارل هندرسون : ريوزو إيشينو. - الحارس كارلوس لوبيز : نوبوكي فوروتا. - كين موريتا : توموميتشي نيشيمورا. | باللغة العربية : - وليد الدبس < أمجد > - أنجي اليوسف < ألمى > - ميادة درويش < سادة > - محمد خرماشو < محمود > - كمال البني < بشار > - قاسم ملحو < جهاد > - غسان الدبس < زاهر > - ياسر عبد اللطيف < فداء > - عادل أبو حسون < فراس > - محمد السعيد < صارم > |

## طاقم العمل

### النسخة العربية
- الإعداد: أيمن بكيراتي
- تسجيل الصوت: حامد عقيل، نديم سليمان، حسان الربع
- المونتاج: سامر أبو حمد
- المكساج: ل.عيسى أبو عسلي، نديم سليمان
- الإشراف الهندسي: عامر شوكة
- الشارة كلمات وألحان: طارق العربي طرقان
- الغناء: شهرزاد أورشو، طارق العربي طرقان
- الكتابة الإلكترونية: م.فادي شلبي
- المتابعة المالية: أسامة حاج محمد
- المتابعة الإدارية: محمد السعيد
- متابعة الإنتاج: رضوان حجازي، بلال شرتوح، حسان مهنا
- إدارة الإنتاج: ماهر الحاج ويس
- إنتاج وتوزيع: Animation International (فايز صباغ)
- جميع الحقوق محفوظة: YOUNG FUTURE
- الإشراف العام: مناع حجازي
- تنفيذ الدوبلاج: مركز الزهرة للإنتاج والتوزيع الفني – دمشق ص.ب 31044
- الإشراف الفني: أمل حويجة

## روابط خارجية
- الضربة الصاعقة على موقع IMDb (الإنجليزية)
- الضربة الصاعقة على موقع كينوبويسك (الروسية)
- الضربة الصاعقة على موقع ألو سيني (الفرنسية)
- الضربة الصاعقة على موقع قاعدة بيانات الفيلم (الإنجليزية)
- الضربة الصاعقة على موقع ANN anime (الإنجليزية)